# Kalisz
Kalisz [ˈkaliʃ], tyska: Kalisch, är den näst största staden i Storpolens vojvodskap i mellersta Polen, belägen vid floden Prosna. Staden hade 101 625 invånare i december 2017. Administrativt är Kalisz en stad med powiatstatus och därmed självständig från omgivande distrikt.

## Historia
Kalisz är en av Polens äldsta städer, möjligen identisk med Ptolemaios Kalisia. Kalisz kallas Polens äldsta stad eftersom det var den första polska stad som fanns med på romarnas kartor, då med namnet Calisia. Den låg längs vägen för bärnstenstransporterna från Östersjön söderut. 1193 grundades här ett hertigdöme styrt av huset Piast, från 1305 omvandlat till ett vojvodskap under den polska kronan.
I svensk krigshistoria är Kalisz känt för slaget vid Kalisch den 19 oktober 1706, då den svenska hären anfölls och besegrades (efter ingånget fredsfördrag) av en överlägsen sachsisk-polsk-rysk styrka. Från Polens andra delning 1793 fram till 1807 var staden del av kungadömet Preussen, därefter hertigdömet Warszawa under Napoleonkrigen. År 1813 slöts i staden ett fördrag mellan Alexander I av Ryssland och Fredrik Vilhelm III av Preussen om gemensam kamp mot Napoleon. Från 1815 till första världskriget var staden del av ryska Kongresspolen. 1835 genomförde Ryssland och Preussen en gemensam militärmanöver här, med över 60 000 deltagande soldater.
Orten låg nära den ryska gränsen mot Preussen under 1800-talet. På grund av det utsatta läget kom staden till större delen att förstöras genom tysk artilleribeskjutning under första världskriget och återuppfördes efter kriget i modernare stil. Sedan 1918 är staden del av Republiken Polen, med undantag för den nazityska ockupationen 1939–1945, då staden tillhörde Reichsgau Wartheland. 
Från 1975 till 1998 var Kalisz residensstad i ett eget vojvodskap, som omfattade mindre delar av dagens Storpolens och Nedre Schlesiens vojvodskap.

## Näringsliv
Staden är högkvarter för flera industriföretag, bland annat livsmedelstillverkarna Winiary och Ziołopex samt jeansmärket Big Star. Flygplansmotortillverkarna WSK-Kalisz och Pratt & Whitney Kalisz finns också i staden. Pianotillverkaren Calisia som tagit sitt namn från staden lades ned 2007.

## Religion

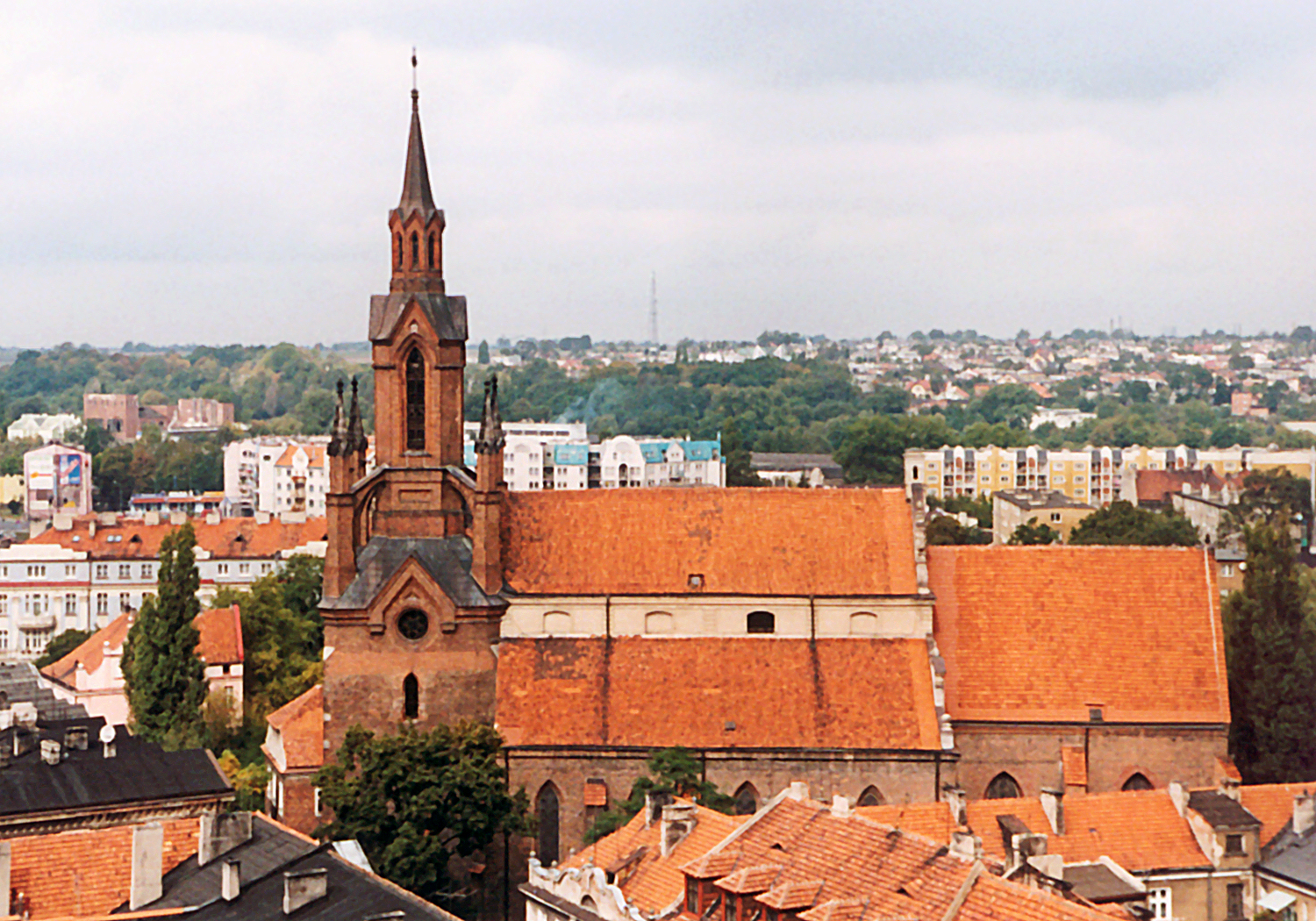
Nikolaikatedralen i Kalisz.

Kalisz är sedan 1992 biskopssäte och huvudort i Kalisz stift inom den romersk-katolska kyrkan, som är majoritetsreligion i området. Stiftet inrättades av påven Johannes Paulus II och är underställt Poznańs ärkestift. Det finns även en unierad evangelisk församling med omkring 300 medlemmar samt en luthersk evangelisk-augsburgsk församling, en polsk-ortodox församling och en baptistkyrka. Fram till de nazityska deportationerna 1940 hade staden även en aktiv judisk församling.

## Kultur och sevärdheter
Wojciech Bogusławski-teatern är stadens viktigaste scen, och staden har även en symfoniorkester med återkommande konsertevenemang. Staden har även ett regionmuseum. I den gamla innerstaden finns flera äldre byggnadsminnen, bland andra den gotiska Franciskanerkyrkan, Garnisonskyrkan i barockstil och stadens gotiska katedral, S:t Nikolai.
Gołuchóws slott ligger 20 kilometer nordväst om staden och är ett stort residensslott med park och omfattande konstsamling som drivs som del av Poznańs nationalmuseum.

## Utbildning
Staden har flera högskolor och är ett viktigt regionalt utbildningscentrum i södra Storpolen, med filialer till de tre universiteten i Poznań.

## Kända invånare
Bland kända personer som bott i Kalisz märks:
- Adam Asnyk (1838–1897), poet.
- Wojciech Bogusławski (1757–1829), dramatiker.
- Maria Dąbrowska (1889–1965), författare.
- Agaton Giller (1831–1887), polsk självständighetsaktivist, historiker och författare.
- Gustaf Mannerheim var förlagd i Kalisz för det ryska 15:e Alexandriska dragonregementet, vid sin första förläggning som officer. Där finns en minnessten över Mannerheim.
- Stanisław Wojciechowski (1869–1953), Polens andra president 1922–1926.